# لینرفیل
لینرفیل (به انگلیسی: Llanerfyl) یک روستا در بریتانیا است که در پویس واقع شده‌است. لینرفیل ۴۰۶ نفر جمعیت دارد.